# Йота Персея
Йота Персея (ι Персея, лат. Iota Persei) — звезда, которая находится в созвездии Персей на расстоянии около 34 световых лет от нас с видимой величиной +4.05.

## Характеристики
Звезда принадлежит к классу жёлто-оранжевых карликов главной последовательности, её масса и диаметр составляют 130% и 108% солнечных соответственно. Возраст звезды оценивается 8,1 миллиардов лет. В ядре звезды в процессе эволюции накопилось достаточно гелия для того, чтобы перейти в стадию субгиганта. Звезда ярче Солнца в 2.3 раза и имеет температуру поверхности 5945 К.

## Ближайшее окружение звезды
Следующие звёздные системы находятся на расстоянии в пределах 20 световых лет от ι Персея:
| Звезда         | Спектральный класс            | Расстояние, св. лет |
| θ Персея       | F7 V/?                        | 3,4                 |
| G 174-14       | DC9 /VII                      | 3,5                 |
| BD+47 612      | M1,5 Ve                       | 6,7                 |
| BD+52 857      | K8 V                          | 8,4                 |
| AC+56 13511    | M3 V                          | 9,8                 |
| Росс 15        | M4 Ve                         | 9,9                 |
| G 244-47       | M4 V                          | 9,9                 |
| δ Треугольника | G0,5 Ve/?                     | 11                  |
| HR 483         | G1.5 V/?                      | 13                  |
| μ Кассиопеи    | G5 VIp/M V-VI                 | 14                  |
| υ Андромеды    | F8 V/M4.5 V                   | 16                  |
| Капелла        | G8-K0 IIIe/G1 III/M1 V/M4-5 V | 16                  |
| BD+37 783      | G5 V                          | 18                  |
| η Кассиопеи    | G3 V/K7 V                     | 18                  |
| λ Возничего    | G0-5 V-VI                     | 18                  |
| 107 Рыб        | K1 V                          | 20                  |